# Costa (cantante)
Costa, pseudonimo di Marco Costantini (Vercelli, 1º aprile 1964), è un cantautore e musicista italiano.

## Carriera
Nato a Vercelli nel 1964, nel 1991 ha pubblicato per la Columbia - Sony Music l'album Costabravo con il gruppo rock omonimo, composto da Marco Costa, Emiliano Coppo e Stefano Balma. Il disco, prodotto da Pier Michelatti, ha ottenuto un buon riscontro di pubblico e critica. La band partecipò nello stesso anno al Festivalbar.
Nel 1993 ha fondato il gruppo Tony e i Volumi insieme ad alcuni componenti della Banda Osiris, e ha pubblicato per la Virgin l'album Cielito Lindo, partecipando all'omonima trasmissione televisiva in onda su Rai 3, condotta da Claudio Bisio. Durante le registrazioni delle puntate di Cielito Lindo ha avuto l'occasione di suonare con Fabrizio De André, Francesco Guccini, Ivano Fossati, Fiorella Mannoia, Teresa De Sio, Roberto Vecchioni. Nel 1995, sempre con Tony e i Volumi, ha pubblicato Il capo lavoro, ancora per la Virgin.
Nel 1997 ha partecipato a Sanremo Giovani come cantautore con la canzone Ci sono cose, venendo ammesso tra i partecipanti al Festival di Sanremo 1998 con il brano Compagna segreta. Nello stesso anno è uscito il suo album solista Stella del Baretto per la Universal Music Group.
Costa ha avuto la possibilità di aprire i concerti italiani di Willy DeVille e Joe Ely. Insieme a Paolo Pizzimenti ha fondato una società di produzione musicale per la pubblicità e per video in genere, la CostantiniPizzimenti.
Nel 2011 Costa è tornato sulle scene con la sua nuova band, Costa & The Drunks, con la quale propone musica d'autore folk/rock e brani originali.

## Discografia
- 1991 - Costabravo, Costabravo (Columbia/Sony)
- 1993 - Tony e i Volumi, Cielito Lindo (Virgin)
- 1995 - Tony e i Volumi, Il Capo Lavoro (Virgin)
- 1998 - Stella del Baretto (Universal)
- 2014 - Costa & the Drunks, Songs from the roots (Autoprodotto)